# Tony Royster Jr.
Tony Royster Jr. (Núremberg, Alemania, 9 de octubre de 1984) es un baterista estadounidense. (enlace roto disponible en Internet Archive; véase el historial, la primera versión y la última).  Se crio en Hinesville, Georgia y se graduó en 2002 en la Universidad de Liberty County High School. Su padre comenzó a enseñarle a tocar la batería desde los tres años. Tiene un hermano, Calvin Royster. Su familia sigue residiendo en Hinesville. 

## Biografía
Hoy en día Tony Royster es considerado uno de los mejores bateristas del mundo. Es patrocinado por Drum Workshop Drums y platillos Sabian. Además, emplea baquetas de la marca Vic Firth, parches de Remo, micrófonos Shure y cámaras GoPro. Sus influencias más importantes fueron Dennis Chambers, Jim Chapin y Billy Cobham. 
Royster ha tocado con los grupos Imajin, Lazyeye, New Flava y En Vogue. Además, actuó en la 42.ª celebración de los Premios Grammy con tan sólo 15 años. En 2001, formó parte del tour de la artista japonesa Hikaru Utada, además de compartir escenario con Paul Shaffer (del Late Show con David Letterman) en la banda de Nickelodeon. 
Además, el baterista ha tocado junto a Francisco Fattoruso, Jay-Z, Joe Jonas, Joss Stone y tiene su banda propia. Royster publicó unos vídeos inspiracionales en 2007, "Pure Energy", y en 2009, "The Evolution of Tony Royster. 
Otros momentos importantes de su carrera como músico son la participación en el festival de Glastonbury y el concierto junto a Jay-Z en la inauguración de la administración de Barack Obama, en 2009. Royster ha recibido el "Louis Armstrong Jazz Award", un reconocido y respetado premio que destaca las cualidades musicales, el carácter y la creatividad del individuo. También recibió el "Senior Award" por sus logros en el mundo de la percusión. En 2006 Royster trabajó junto al estudio de grabación Hidden Beach Recordings para producir "Unwrapped Vol. 6: Give the Drummer Some!", disco que debutó en la primera posición de los charts de jazz. 
En 2011 Royster se unió al grupo de Joe Jonas, realizando un tour por el Reino Unido en otoño de ese año. El 22 de agosto, actuó en el programa Late Show con David Letterman, realizando un solo de batería. En 2011, junto a Jay Leno formó parte del programa Tonight Show y en Conan, en noviembre, junto a Joe Jonas. 